# Paspalum goyanum
Paspalum goyanum är en gräsart som beskrevs av Jason Richard Swallen. Paspalum goyanum ingår i släktet tvillinghirser, och familjen gräs. Inga underarter finns listade i Catalogue of Life.